# Sainte-Marie (Hautes-Alpes)
Sainte-Marie is een plaats en voormalige gemeente in het Franse departement Hautes-Alpes in de regio Provence-Alpes-Côte d'Azur. Sainte-Marie fuseerde op 1 juli 2017 met Bruis en Montmorin tot de commune nouvelle Valdoule, die deel uitmaakt van het arrondissement Gap.

## Demografie
Onderstaande figuur toont het verloop van het inwonertal.
Vanwege een beveiligingsprobleem met de MediaWiki Graph-software is het momenteel niet mogelijk deze grafiek weer te geven. Zodra de software is bijgewerkt zal de grafiek vanzelf weer zichtbaar worden.